# Partia Demokratyczno-Liberalna

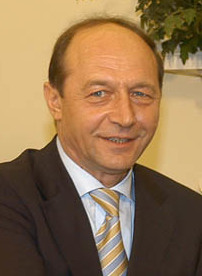
Traian Băsescu, w latach 2001–2004 przewodniczący Partii Demokratycznej

Partia Demokratyczno-Liberalna (rum. Partidul Democrat-Liberal, PDL) – rumuńska centroprawicowa partia polityczna, istniejąca w latach 1993–2014, do 2007 działająca pod nazwą Partia Demokratyczna (rum. Partidul Democrat, PD). PDL uzyskała członkostwo w Europejskiej Partii Ludowej.

## Historia

### Partia Demokratyczna
Powstanie PD wiązało się z przekształceniami na rumuńskiej scenie politycznej w pierwszej połowie lat 90. Po rozłamach w ramach Frontu Ocalenia Narodowego i porażce wyborczej w 1992 ugrupowanie to na kongresie z 28 i 29 maja 1993 przekształciło się w Partię Demokratyczną-FSN, przyjmując wkrótce skróconą nazwę. Przewodniczącym stronnictwa został były premier i lider frontu Petre Roman. Do 1997 do PD dołączyło kilka niewielkich formacji, tj. Tradycyjna Partia Socjaldemokratyczna, Demokratyczna Partia Pracy, Rumuński Front Demokratyczny i Socjaldemokratyczna Partia Jedności.
W 1996 Partia Demokratyczna wystartowała w sojuszu wyborczym z Rumuńską Partią Socjaldemokratyczną jako Unia Socjaldemokratyczna, dołączając następnie do koalicji rządzącej. Po kolejnych wyborach w 2000 partia znalazła się w opozycji. Kandydujący z jej ramienia na prezydenta Petre Roman zajął dopiero 6. miejsce, a po kilku latach odszedł ze swojego ugrupowania.
Przed kampanią wyborczą w 2004 demokraci zawiązali koalicję z Partią Narodowo-Liberalną pod nazwą Sojusz Prawdy i Sprawiedliwości. Ich lider, Traian Băsescu, wygrał wybory prezydenckie (reelekcję uzyskał również w 2008), a PD współtworzyła koalicyjny rząd, na czele którego stanął przewodniczący PNL Călin Popescu-Tăriceanu. Spór między premierem i prezydentem doprowadził do rozpadu sojuszu i wyjścia Partii Demokratycznej z rządu.

### Partia Demokratyczno-Liberalna
W grudniu 2007 PD przyjęła nową nazwę – Partia Demokratyczno-Liberalna. Wiązało się to z planami akcesu do tego ugrupowania ze strony Partia Liberalno-Demokratyczna, skupiającej rozłamowców z PNL pod przywództwem Theodora Stolojana, do którego doszło formalnie w styczniu 2008.
Od 2008 do 2012 PDL ponownie była ugrupowaniem rządzącym, współtworząc gabinety Emila Boca. W 2012 po przegranych wyborach lokalnych przewodniczącym demokratów został Vasile Blaga. Partia w ramach centroprawicowej koalicji uzyskała niskie wyniki wyborcze w tym samym roku do Izby Deputowanych i Senatu. Zerwała później współpracę z prezydentem, który zainicjował powstanie konkurencyjnej Partii Ruchu Ludowego.
Po wyborach europejskich w 2014 do PDL dołączyła Siła Obywatelska, którą kierował Mihai Răzvan Ungureanu. W tym samym czasie ponownie nawiązała ścisłą współpracę polityczną z Partią Narodowo-Liberalną, wspólny kandydat tych formacji, Klaus Iohannis, wygrał wybory prezydenckie. 17 listopada 2014 PDL podjęła formalną decyzję o zjednoczeniu się ze swoim koalicjantem pod szyldem PNL.

## Przewodniczący
- 1993–2001: Petre Roman
- 2001–2004: Traian Băsescu
- 2004–2012: Emil Boc (do 2005 p.o.)
- 2012–2014: Vasile Blaga[2]

## Wyniki wyborów
Wybory parlamentarne
- 1996[3]
  - Izba Deputowanych: 12,9% głosów i 53 mandaty dla koalicji USD (43 dla PD)
  - Senat: 13,2% głosów i 23 mandaty dla koalicji USD (22 dla PD)
- 2000[3]
  - Izba Deputowanych: 7,0% głosów i 31 mandatów
  - Senat: 7,6% głosów i 13 mandatów
- 2004[11][12]
  - Izba Deputowanych: 31,5% głosów i 112 mandatów dla koalicji AD (48 dla PD)
  - Senat: 31,8% głosów i 49 mandatów dla koalicji AD
- 2008[13]
  - Izba Deputowanych: 32,4% głosów i 115 mandatów
  - Senat: 33,6% głosów i 51 mandatów
- 2012[14]
  - Izba Deputowanych: 16,7% głosów i 24 mandaty dla koalicji ARD (22 dla PDL)
  - Senat: 16,5% głosów i 56 mandaty dla koalicji ARD (52 dla PDL)

Wybory do Parlamentu Europejskiego
- 2007: 28,8% głosów i 13 mandatów
- 2009: 29,7% głosów i 10 mandatów[15]
- 2014: 12,2% głosów i 5 mandatów[16]